# Zhang Fei
Zhāng Fēi (張飛), född 167, död 221, Yīdé (益德), var en general från Konungadömet Shu under perioden av De tre kungadömena i Kina.
Zhang Fei uppges ha varit en mästerlig fältherre snarare än en enkel krigare. Han behandlade sina överordnade med respekt, men hade mindre respekt för sina underordnade. Detta i kontrast till Guan Yu, som behandlade sina underlydande väl men ofta visade brist på respekt gentemot sina jämlikar.
Zhang Fei är i första hand porträtterad i "Krönika över de tre kungadömena" av Chen Shou. Vissa källor uppger att Zhang Fei även var en skicklig målare. 

## I fiktion
I den historiska romanen Sagan om de tre kungarikena skrivs Zhang Fei Yìdé (翼德) istället. Han var ursprungligen en slaktare som slutligen blev den andre medlemmen av De Fem Tigergeneralerna under perioden av De tre kungadömena. Enligt legenden var han en svuren blodsbroder till Liu Bei och Guan Yu, enligt en ed svuren i de blommande persikoträdens trädgård. I romanen var han beroende av vin, vilket påverkade hans omdöme då och då; detta är sannolikt ett påfund av Luo Guanzhong för romanen då Zhang Fei historiskt sett inte var känd för att vara alkoholist.

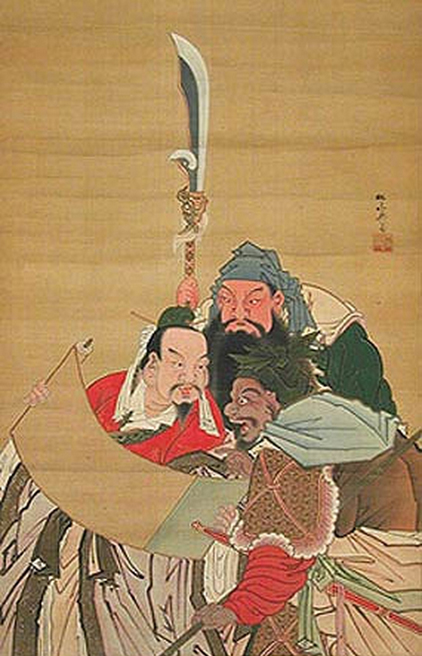
Zhang Fei tillsammans med sina Guan Yu (överst) och Liu Bei (vänster). Illustration ur en upplaga av Sagan om de tre kungarikena.

### Slaget vid Changban
Slaget vid Changban lät Zhang Fei den utmattade Zhao Yun och spädbarnet han bar igenom. Sedan red han ut ensam på Changban-bron för att driva bort Cao Cao's armé. Han stirrade stint på dem, pekade med sitt spjut och sade: "Jag är Zhang Fei av Yan, och ingen kan komma och utmana mig till kamp på liv och död", vilket var så effektivt att det sades ha skrämt och hållit 10 000 soldater borta och skrämde livet ur Xiahou Jie. Ingen i Weis armé vågade anfalla och till och med vid Cao Cao's ankomst dristade sig någon. Cao Cao, som var rädd för ett bakhåll planerat av Zhuge Liang, beslöt slutligen att inte attackera Zhang Fei.
Emellertid blev Zhang senare utskälld av Liu Bei för att ha givit sina soldater order om att förstöra Changban-bron för att hindra Cao Cao's styrkor att förfölja dem. Zhang Fei blev missnöjd med detta, men det visade sig senare att Liu Bei hade rätt då Cao Cao gissade rätt i att Zhang Fei hade förstört bron. Ironiskt nog utsatte Zhang Fei Cao Cao för en lyckad list då han beordrade sina soldater att fästa vedträn vid sina hästars hovar för att det skulle bildas enorma dammoln då de red. Detta skapade en illusion om att Zhang hade en stor armé med sig i ett bakhåll.

### Guan Yu återvänder

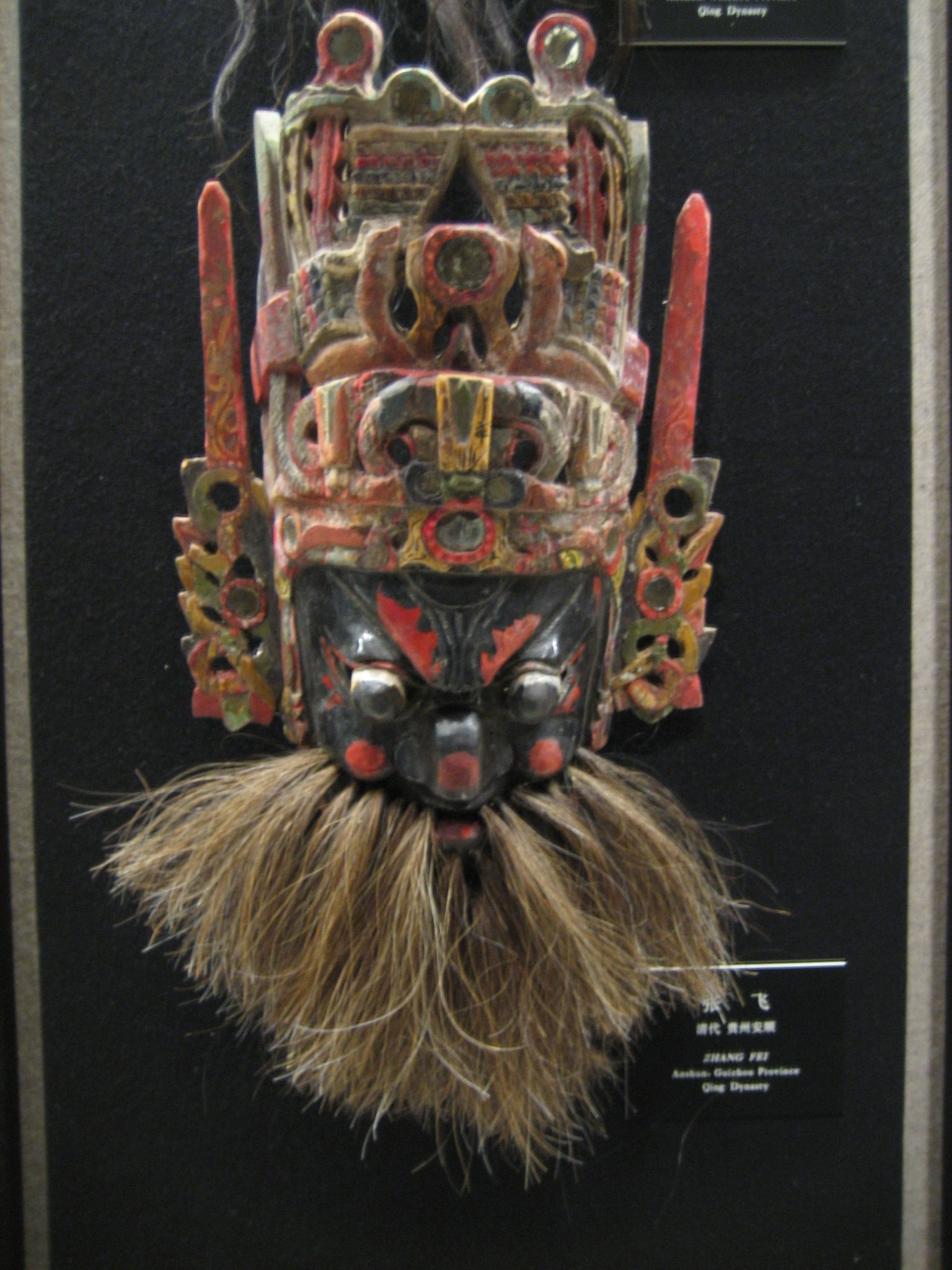
Mask föreställande Zhang Fei.

I Sagan om de tre kungarikena framstås Zhang som överträffat lojal, stark och effektiv som krigare, men också som en person med kort stubin, vilket ofta ledde till problem för honom flera gånger, inte bara på slagfältet. Zhangs våldsamma känsla av lojalitet (och möjligtvis hets) demonstrerades då Guan Yu hade lämnat Cao Cao för att återvända till Liu Bei och Zhang vägrade tro att Guan hade lämnat Cao Cao för gott. Zhang slogs med Guan under tre hetsiga rundor, men det höll ut medan Guan försökte förklara sanningen för Zhang. Lyckligtvis löstes tvisten utan blodsspillan från någon av bröderna. 

### Familj
Zhang hade en son, Zhang Bao, som var en jämbördig, kompetent general som troget tjänade Konungadömet Shu.
Zhang Fei hade två döttrar som båda gifte sig med Liu Shan, Liu Beis son och andre härskare över Shu vilken senare gav sig till Wei.
Zhang Fei förekommer även i en Kunqu-uppsättning. Speciellt berömd är scenen "Den Svajande Vassen", i vilken han ligger i bakhåll för, förolämpar och befriar Zhou Yu.

## Den historiska Zhang Fei

### Tidigt liv[3]
Zhang Fei var född i Zhuoxian av Zhuojun (nuvarande Zhuozhou i Hebei-provinsen) och var en av de viktigaste generalerna i Shu-staten under de tre kungadömenas period. 
Zhang Fei var en framgångsrik bonde, vinsäljare och slaktare innan De Gula Turbanerna inledde sin revolt. Zhang Fei träffade Liu Bei i Cho distriktet i Kina. 
Liu Bei var tjugoåtta när utbrottet av De Gula Turbanerna inkallade soldater. Åsynen av meddelandet bedrövade honom, och han suckade när han läste det. Plötsligt hördes en raspig röst bakom honom som ropade, "Herre, varför sucka om du inte gör något för att hjälpa ditt land?"  Han vände sig fort om och såg en man i ungefär samma längd, med ett leopardliknande huvud, stora ögon, tjockt skägg och morrhår som en tiger. Denne talade med en hög basröst och såg ut som en orädd häst. Genast såg Liu Bei att han inte var en vanlig man och frågade vem han var. 
"Zhang Fei är mitt namn", svarade främlingen. " Jag bor här i närheten, där jag har en gård. Jag är en vin säljare och slaktare och jag gillar att lära känna värdiga människor. "Ditt suckande när du läste meddelandet drog mig mot dig".
"Liu Bei svarade: "Jag är av den kejserliga familjen, Liu Bei är mitt namn. Och jag önskar att jag kunde förinta dessa Gula Halsdukar och återställa fred i landet, men tyvärr, jag är hjälplös." 
"Jag har potential," sade Zhang Fei. "Anta att du och jag uppfostrar några soldater och försöker göra vad vi kan."
Detta var glada nyheter för Liu Bei, och de två begav sig till värdshuset för att prata om projektet. När de drack, dök det upp en stor, lång karl som förde en varukorg längs vägen. På tröskeln stannade han och gick in i värdshuset för att vila en stund och han kallade efter vin. För närvarande Liu Bei gick över, satte sig bredvid honom och frågade hans namn. "Jag är Guan Yu," svarade han. "Jag är född i den östra sidan av floden, men jag har varit en rymling till sjöss i cirka fem år, för att jag dödade en skurk vid namnet Lü Xiong, eftersom han var stor mobbare. Jag har kommit för att gå med i armén här. " 
Sedan berättade Liu Bei till Guan Yu sina egna avsikter, och alla tre gick iväg till Zhang Fei's gård där de kunde prata om det storslagna projektet.
Då sade Zhang Fei, "De persikoträd i trädgården bakom huset är precis i full blom, imorgon ska vi införa ett offer där och högtidligt deklarera vår avsikt före himmel och jord och vi tre kommer att svära broderskap och enighet av mål och känslor; därmed kommer träda fram vid vår stora uppgift."
Både Liu Bei och Guan Yu med glädje kom överens.
"Vi tre --- Liu Bei, Guan Yu och Zhang Fei --- men av olika familjer, svär broderskap, och lovar ömsesidig hjälp till ena änden. Vi ska rädda varandra i svårigheter; Vi kommer att hjälpa varandra i fara. Vi svär att tjäna staten och rädda folket. Vi ber inte samma dag av födelse, men vi strävar efter att dö tillsammans. Må himlen, den helt avgörande, och jorden, den all-producerande, läsa våra hjärtan, och om vi flyr från rättfärdighet eller glömma vänlighet, får Himmel och Människa förgöra oss! "

## Yi Provinsen krigsoperation

### Erövringen av Yi-provinsen
Omkring 212 , relationerna mellan Liu Bei och Liu Zhang försämrats, då Liu Bei inledde en kampanj i syfte för att erövra Yi-provinsen från Liu Zhang . Liu Bei beordrade Zhuge Liang , Zhao Yun, Zhang Fei och andra att leda förstärkningar till Yi-provinsen för att hjälpa honom, medan Guan Yu skulle stanna kvar för att försvara Jing-provinsen. 
Längs vägen, Zhang Fei attackerade Jiangzhou (江州, kring nuvarande Yuzhong-distriktet i Chongqing ), som försvarades av Yan Yan, administratören av Ba-prefekturen (巴郡) under Liu Zhang, och fångade Yan levande. Zhang Fei sa till Yan Yan, "När min armé dök upp, varför satte du upp motstånd istället för att kapitulera?" 
Yan Yan svarade: "Ni inledde en obefogad attack på min hemprovins. Det kan finnas generaler i min provins som förlorar sina huvuden, men det finns ingen som kommer att ge upp." Zhang Fei blev rasande och han beordrade Yan Yan's avrättning. Yan Yan var uttryckslös, och han sa, "Om du vill hugga av mitt huvud, så gör det! Vad är det med allt det utbrott av ilska?" Zhang Fei var så imponerad av Yan Yan's mod att han skonade och släppte denne senare och behandlade honom som en ärad gäst. 
Zhang Fei's armé fortsatte sedan att bryta igenom Liu Zhang's försvar tills de nådde Chengdu (Yi provins huvudstad), där de träffas med Liu Bei och de andra. År 215, kapitulerade Liu Zhang och gav Yi-provinsen till Liu Bei. Liu Bei belönade Zhuge Liang, Zhang Fei, Fa Zheng och Guan Yu vardera 500 jin av guld, 1000 jin av silver, 50 miljoner mynt och 1000 rullar av silke. Zhang Fei blev också utsedd till administratör (太守) i Baxi-prefekturen (巴西 郡, norr om nuvarande Dianjiang härad, Chongqing).

## Sista vilan
Tidigare i slutet av 219, Sun Quan bröt sin allians med Liu Bei och skickade hans general Lü Meng för att leda en invasion på Jing-provinsen, vilket resulterade i döden av Guan Yu och förlusten av Jing-provinsen. Under 222 lanserade Liu Bei en kampanj mot Sun Quan att hämnas och ta tillbaka Jing provinsen. Zhang Fei beordrades att leda 10.000 soldater från Lang (阆 中) att träffas med Liu Bei's främsta kraft vid Jiangzhou (江州, kring nuvarande Yuzhong District, Chongqing). Men innan de reser, på natten när han sov var Zhang Fei mördad av sina underordnade Fan Qiang (范 强) och Zhang Da (张 达). 
Zhang Bao avrättade senare personligen Zhang Da och Fan Qiang, sin fars banemän. [[Sun Quan]], härskare över Konungadömet [[Östra Wu|Wu]], hade skickat dem båda tillbaka till Shu som en gåva som skulle uppmuntra till fred, eftersom Liu Bei personligen ledde en armé mot Wu.
År 260, Liu Bei's son och efterträdare Liu Shan beviljade Zhang Fei en postumt titel - "Marquis Huan" (桓侯).

## Trivia
- Enligt legenderna fann Zhang Feis lönnmördare Zhang Da och Fan Qiang sitt offer med båda ögon öppna i sömnen. De skulle precis överge sin plan då Zhang Feis snarkningar talade om att han sov. I dagens Kina kallar man den som sover med halvt öppna ögon ibland för "Zhang Feis ögon".

- Zhang Fei var förtjust i att arbeta i trädgården. Några träd som han planterade i Chengdu står där än.